# レッドランズ
レッドランズ（Redlands）は、アメリカ合衆国カリフォルニア州のサンバーナディーノ郡にある都市。人口は7万3168人（2020年）。ロサンゼルスから車で1時間半ほど東に走ったところにあり、ビクトリア様式の住居が見られる歴史と伝統のある町である。
東京都日野市と姉妹都市である。またこの都市にあるレッドランズ大学は早稲田大学、北海道大学と提携している。
地理情報システム (GIS) を扱うEsriがある。

## 姉妹都市
- 日野市、日本
- サン・ミゲル・デ・アジェンデ、メキシコ